# BGN/PCGN羅馬化系統
BGN/PCGN羅馬化系統（英語：BGN/PCGN Romanization System），美國地名委員會（BGN）和英國官用地名永久委員會（PCGN）聯合制訂的羅馬化系統。詳情刊載於1994年出版的《Romanization Systems and Roman-Script Spelling Conventions》。書中的第一部份「Romanization Systems and Agreements」（1－108頁）詳列各種以非拉丁字母書寫的語言的羅馬化系統，第二部分「Roman-Script Spelling Conventions」（109頁）簡介各種以拉丁字母書寫的語言的轉寫要點。

## 系統
- BGN/PCGN拉丁化 （页面存档备份，存于）阿迪格語 (2012 系統)
- BGN/PCGN阿富汗國家拉丁化系統 （页面存档备份，存于） (為普什圖語及達利語, 2007 系統)
- BGN/PCGN拉丁化 （页面存档备份，存于）阿姆哈拉語 (1967 系統)
- BGN/PCGN拉丁化 （页面存档备份，存于）阿拉伯語 (1956 系統; BGN 1946, PCGN 1956)
- BGN/PCGN拉丁化 （页面存档备份，存于）亞美尼亞語 (1981 系統)
- BGN/PCGN拉丁化 （页面存档备份，存于）阿瓦爾語 (2011 系統)
- BGN/PCGN拉丁化 （页面存档备份，存于）阿塞拜疆語西里爾字母 (2002 對應表)—請注意，阿塞拜疆政府於1991年放棄使用西里爾字母，並採用拉丁字母取代之
- BGN/PCGN拉丁化 （页面存档备份，存于）俾路支語 (2008 系統)
- BGN/PCGN拉丁化 （页面存档备份，存于）巴什基爾語 (2007 協議)
- BGN/PCGN拉丁化 （页面存档备份，存于）白羅斯語 (1979 系統)
- BGN/PCGN拉丁化 （页面存档备份，存于）保加利亞語 (BGN/PCGN的2013協議反應出保加利亞官方系統.[2])
- BGN/PCGN拉丁化 （页面存档备份，存于）緬甸語 (1970 協議)
- BGN/PCGN拉丁化 （页面存档备份，存于）車臣語 (2008 對應表)
- BGN/PCGN拉丁化 （页面存档备份，存于）漢語 (1979 協議)—BGN/PCGN通過拼音對漢字進行拉丁化系統
- BGN/PCGN拉丁化 （页面存档备份，存于）楚瓦什語 (2011 系統)
- BGN/PCGN romanization （页面存档备份，存于）宗喀語 (2010 協議)
- BGN/PCGN拉丁化 （页面存档备份，存于）格魯吉亞語 (2009 協議)
- BGN/PCGN拉丁化 （页面存档备份，存于）希臘語 (1996 協議)—希臘語由BGN/PCGN 通過ELOT 743（英语：Romanization of Greek）系統
- BGN/PCGN拉丁化 （页面存档备份，存于）希伯來語 (2018 協議)
- BGN/PCGN拉丁化 （页面存档备份，存于）伊努克提圖特語 (2013 agreement)
- BGN/PCGN拉丁化 （页面存档备份，存于）日語日語假名 (2017 協議)—日語由BGN/PCGN通過改良的平文式羅馬字完成拉丁化
- BGN/PCGN 拉丁化 （页面存档备份，存于）卡巴爾達語 (2011 系統)
- BGN/PCGN拉丁化 （页面存档备份，存于）卡拉恰伊－巴爾卡爾語 (2008 對應表)
- BGN/PCGN拉丁化 （页面存档备份，存于）哈薩克語 (1979 系統)
- BGN/PCGN拉丁化 （页面存档备份，存于）高棉語 (1972 協議)
- BGN/PCGN拉丁化 （页面存档备份，存于）朝鮮語(朝鮮民主主義人民共和國) (BGN/PCGN 1945 協議); 朝鮮語由BGN/PCGN通過馬科恩-賴肖爾表記法拉丁化
- （页面存档备份，存于） BGN/PCGN拉丁化韓語(大韓民國) (2011 協議); 韓語通過文化觀光部2000年式由BGN/PCGN完成拉丁化系統
- BGN/PCGN拉丁化 （页面存档备份，存于）庫爾德語 (2007 系統)
- BGN/PCGN拉丁化 （页面存档备份，存于）柯爾克孜語(吉爾吉斯語) (1979 系統)
- BGN/PCGN拉丁化 （页面存档备份，存于）老撾語 (1966 協議)
- BGN/PCGN拉丁化 （页面存档备份，存于）馬其頓語 (2013 協議)
- BGN/PCGN拉丁化 （页面存档备份，存于）迪維希語 (1988 協議, 2009 修改)
- BGN/PCGN拉丁化 （页面存档备份，存于） of 摩爾多瓦語 (2002 對應表)
- BGN/PCGN拉丁化 （页面存档备份，存于）蒙古語 西里爾字母 (1964 系統; PCGN 1957, BGN 1964)
- BGN/PCGN拉丁化 （页面存档备份，存于）尼泊爾語 (2011 協議)
- BGN/PCGN拉丁化 （页面存档备份，存于）奧塞梯語 (2009 系統)
- BGN/PCGN拉丁化 （页面存档备份，存于）普什圖語 (1968 系統, 2006 修訂)
- BGN/PCGN拉丁化 （页面存档备份，存于）波斯語 (1958 系統; 更新 2019)
- BGN/PCGN拉丁化 （页面存档备份，存于）俄語 (1947 系統; BGN 1944, PCGN 1947)
- BGN/PCGN拉丁化 （页面存档备份，存于）盧森尼亞語 (2016 系統)
- BGN/PCGN拉丁化 （页面存档备份，存于）塞爾維亞語 (西里爾字母)(2005 對應表)— 塞爾維亞語沒有被BGN/PCGN拉丁化；相反的使用對應於西里爾字母的拉丁字母
- BGN/PCGN拉丁化 （页面存档备份，存于）撣語 (2011 系統)
- BGN/PCGN 拉丁化 （页面存档备份，存于）新亞拉姆語（英语：Neo-Aramaic languages） (2011 系統)
- BGN/PCGN拉丁化 （页面存档备份，存于）塔吉克語 (1994 系統)
- BGN/PCGN拉丁化 （页面存档备份，存于）韃靼語 (2005 對應表)
- BGN/PCGN拉丁化 （页面存档备份，存于）泰語 (2002 協議)
- BGN/PCGN拉丁化 （页面存档备份，存于）提格利尼亞語 (2007 系統)
- BGN/PCGN拉丁化 （页面存档备份，存于）土庫曼語 (2000 對應表)
- BGN/PCGN拉丁化 （页面存档备份，存于）烏德穆爾特語 (2011 系統)
- BGN/PCGN拉丁化 （页面存档备份，存于）烏克蘭語 (2019 協議)—參閱烏克蘭語拉丁化
- BGN/PCGN拉丁化 （页面存档备份，存于）烏爾都語 (2007 系統)
- BGN/PCGN拉丁化 （页面存档备份，存于）烏茲別克語 (2000 對應表)
- BGN/PCGN拉丁化 （页面存档备份，存于）雅庫特語 (2012 系統)

除了上述系統外，BGN/PCGN 還為使用拉丁字母表但是在英文字母表中不存在的字母之語言採用了拉丁文字拼寫協議。 這些協議適用於以下四種語言：
- BGN/PCGN拉丁化 （页面存档备份，存于）法羅語 (1968 協議)
- BGN/PCGN拉丁化 （页面存档备份，存于）德語 (2000 協議)
- BGN/PCGN拉丁化 （页面存档备份，存于）冰島語 (1968 協議)
- BGN/PCGN拉丁化 （页面存档备份，存于）北薩米語[note 1](1984 協議)

## 註解
1. ↑  The original publication refers to the language as Northern Lappish.